# 命の水
「命の水」（いのちのみず）は、七緒香の4枚目のシングル。

## 内容
- PAMELAHの小澤正澄が初の単独プロデュース作品及びベースでの演奏作品。
- BERG レーベルへ移籍後の第1弾シングル。
- 前作から一転、落ち着いた曲に移行した。ミズノ「スーパースター」CMソング。

## 収録曲
1. 命の水
作詞・作曲：七緒香、編曲：小澤正澄
2. 新しい世界
作詞・作曲：七緒香、編曲：小澤正澄
3. 命の水 (inst.)
4. 新しい世界 (inst.)

## 参加ミュージシャン
- 小澤正澄（PAMELAH） - ギター、ベース、キーボード、プログラミング